# Bodendenkmal Kalköfen Cox

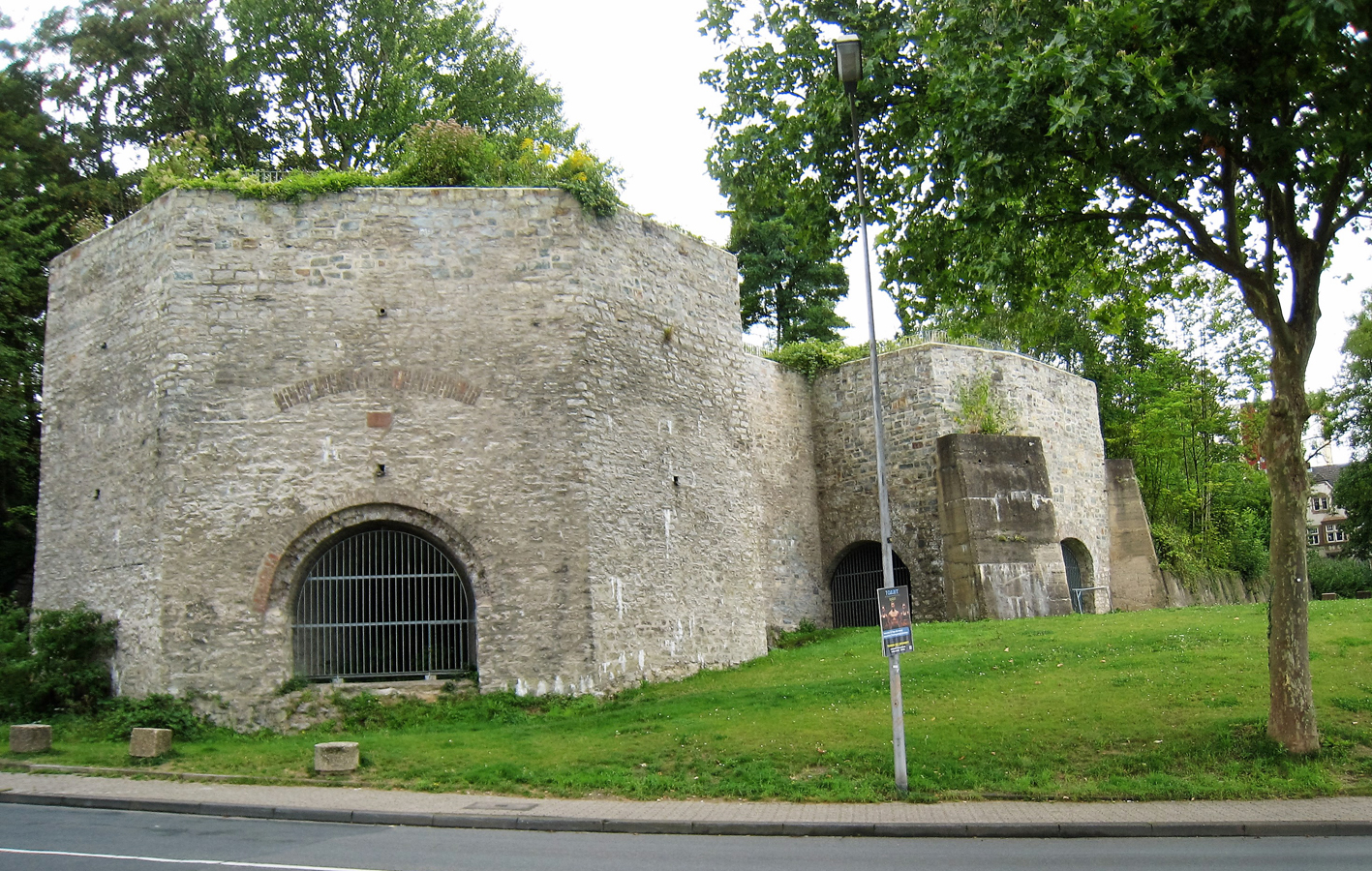
Kalköfen Cox

Das Bodendenkmal Kalköfen Cox befindet sich an der Johann-Wilhelm-Lindlar-Straße/Ecke Jakobstraße im Stadtteil Stadtmitte von Bergisch Gladbach.

## Beschreibung
Die Kalköfen Cox gehören zu der ehemaligen Betriebsanlage des Jacob Cox. Dieser hatte 1852 das Gelände, den so genannten Kellerschen Busch, erworben und darauf zwei Kalköfen errichtet. Der Bau eines dritten Kalkofens folgte 1858. Der zugehörige Steinbruch lag ein wenig oberhalb der Öfen an der Marienhöhe. Es handelte sich um Öfen für einen permanenten Betrieb, in die von oben abwechselnd zerkleinerter Kalkstein und Kohle eingefüllt wurde. Nach dem Brand ließ sich der Baukalk von unten herausziehen.

## Geschichte
Die Kalkbrennerei war für Bergisch Gladbach über Jahrhunderte ein wichtiger Wirtschaftszweig. Vom 17. bis 20. Jahrhundert lassen sich rund 80 Kalköfen in der Paffrather Kalkmulde nachweisen. Die Kalkbrennerei hatte hier gute Voraussetzungen, weil die Vorkommen von Kalkstein und Braunkohle dicht beieinander lagen. Einen ersten Höhepunkt erlebte die Kalkbrennerei im 18. Jahrhundert durch den Bau von Schloss Bensberg und die Schlösser Augustusburg und Falkenlust in Brühl. Zum letzten Mal wurde 1958 in Bergisch Gladbach Kalk gebrannt, und zwar in den Kalköfen Cox.

## Bodendenkmal
Die Kalköfen enthalten nach den bisherigen Erkenntnissen im Erdreich eine Fülle von Hinterlassenschaften, die wissenschaftlich ausgewertet werden können, wie zum Beispiel Mauerfundamente, Bodenverfärbungen und Einzelfunde. Sodann entstanden im Umfeld im Laufe ihrer Betriebsgeschichte einzelne Schichten und Abraumberge. Diese enthalten Fossilien, Pflanzenreste, zerbrochene Keramik und Gerätschaften sowie Alltagshinterlassenschaften, die aussagekräftig zur Lebens- und Arbeitsweise der Betreiber sind. Damit sind die Öfen und ihre Umgebung bedeutend für die Wirtschaftsgeschichte der Stadt sowie für das Arbeiten und Leben der Menschen in der Stadt Bergisch Gladbach und in der umgebenden Region.
Für den Erhalt und den Schutz der Anlage besteht daher ein öffentliches Interesse. Das Gebiet wurde unter Nr. 16 in die Liste der Bodendenkmäler in Bergisch Gladbach eingetragen.